# Chad Gilbert

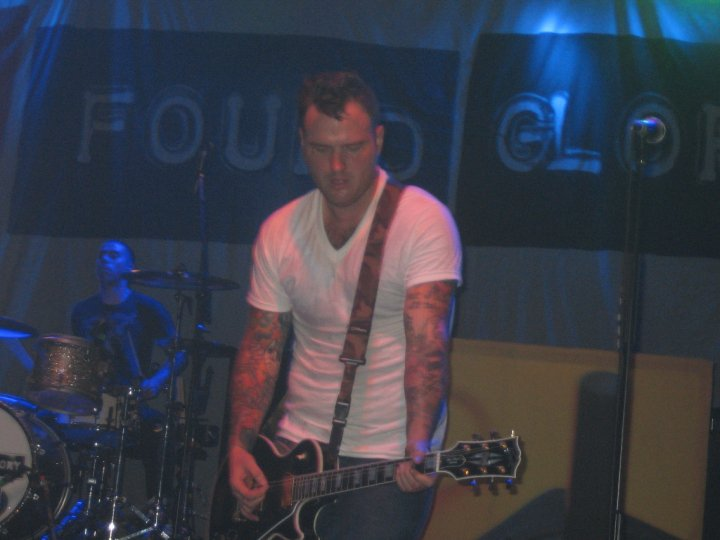
Chad Gilbert, 2010

Chad Everett Gilbert (* 9. März 1981 in Coral Springs, Florida) ist ein US-amerikanischer Gitarrist, Produzent und Songwriter sowie Gründungsmitglied der Pop-Punk-Band New Found Glory.

## Privates
Gilbert war von Februar bis November 2007 mit Sheri Dupree-Bemis verheiratet. Seit 2007 führte er eine Beziehung mit Paramore-Sängerin Hayley Williams, mit der er sich 2014 verlobte.
Am 20. Februar 2016 heirateten Gilbert und Williams in Franklin, Tennessee. Im Juli 2017 trennte sich das Paar wieder.
Im Dezember 2019 hielt er um die Hand seiner Freundin, der Musikerin Lisa Cimorelli, an. Am 3. Oktober 2020 heirateten die beiden.
Zwei Jahre später, im Dezember 2021, wurde bei Gilbert ein Phäochromozytom festgestellt und operativ entfernt. Der bösartige Tumor an den Nieren hatte bereits zu lebensbedrohlichen Zuckerwerten geführt, bevor er als Ursache identifiziert wurde.

## Diskografie

### Mit Shai Hulud
- 1997: A Profound Hatred of Man (EP)
- 1997: Hearts Once Nourished with Hope and Compassion
- 1998: The Fall of Every Man (Split EP)
- 2013: Reach Beyond the Sun

### Mit New Found Glory
- 1997: It’s All About The Girls (EP)
- 1999: Nothing Gold Can Stay
- 2000: From the Screen to Your Stereo (EP)
- 2000: New Found Glory
- 2002: Sticks and Stones
- 2004: Catalyst
- 2006: Coming Home
- 2007: From the Screen to Your Stereo Part II
- 2008: Hits
- 2008: Tip of the Iceberg (EP)
- 2009: Not Without a Fight
- 2011: Radiosurgery
- 2013: Kill It Live

### Mit International Superheroes of Hardcore
- 2008: Takin’ it Ova!
- 2008: HPxHC (EP)

### Mit What’s Eating Gilbert
- 2010: Dear God (EP)
- 2010: Thinkin’ Bout Her (EP)
- 2010: What I’d Do (EP)
- 2012: Nashville Sessions (EP)
- 2012: Cheap Shots (EP)
- 2013: Solid Gold Hits (compilation of the four previous 7" EPs)

### Mit Hazen Street
- 2004: Hazen Street

## Produzent
- 2008: H2O – Nothing to Prove
- 2009: A Day to Remember – Homesick
- 2009: Fireworks – All I Have to Offer Is My Own Confusion
- 2010: The Dear & Departed – Chapters
- 2010: Terror – Keepers Of the Faith
- 2010: A Day to Remember – What Separates Me from You
- 2011: This Time Next Year – Drop Out of Life
- 2011: Trapped Under Ice – Big Kiss Goodnight
- 2012: Candy Hearts – The Best Ways to Disappear
- 2012: Set Your Goals
- 2012: Shai Hulud – Reach Beyond the Sun
- 2013: State Champs – The Finer Things
- 2013: A Day to Remember – Common Courtesy

## Zusammenarbeit mit anderen Künstlern
- Fall Out Boy I Slept With Someone in Fall Out Boy and All I Got Was This Stupid Song Written About Me
- Fall Out Boy The Take Over, the Breaks Over
- Throwdown The Only Thing vom Album Haymaker
- Set Your Goals Our Ethos: A Legacy to Pass On vom Album This Will Be the Death of Us
- Say Anything You’re the Wanker, If Anyone Is vom Album In Defense of the Genre